# Gnaszyn-Kawodrza
Gnaszyn-Kawodrza – dzielnica Częstochowy, w skład której wchodzą Gnaszyn Dolny, Gnaszyn Górny oraz Kawodrza Dolna.
Dzielnica położona jest nad Stradomką. Po północnej stronie rzeki znajduje się Gnaszyn Dolny z Bańborem oraz Kawodrza Dolna, natomiast po stronie południowej Gnaszyn Górny oraz Kawodrza Górna, która administracyjnie położona jest w granicach Stradomia.
Przez dzielnicę przebiega droga krajowa nr 46 oraz linia kolejowa nr 61 ze stacją Częstochowa Gnaszyn.

## Historia
Gnaszyn i Kawodrza były osobnymi miejscowościami istniejącymi co najmniej od XIV wieku. Gnaszyn pierwotnie był wsią królewską. W 1382 roku Gnaszyn oraz Kawodrza zostały przekazane przez Władysława Opolczyka na rzecz klasztoru jasnogórskiego. Nazwy obu wsi (w formach Gwaschyn oraz Krowodrza) zostały wymienione przez Jana Długosza w księdze Liber beneficiorum dioecesis Cracoviensis.

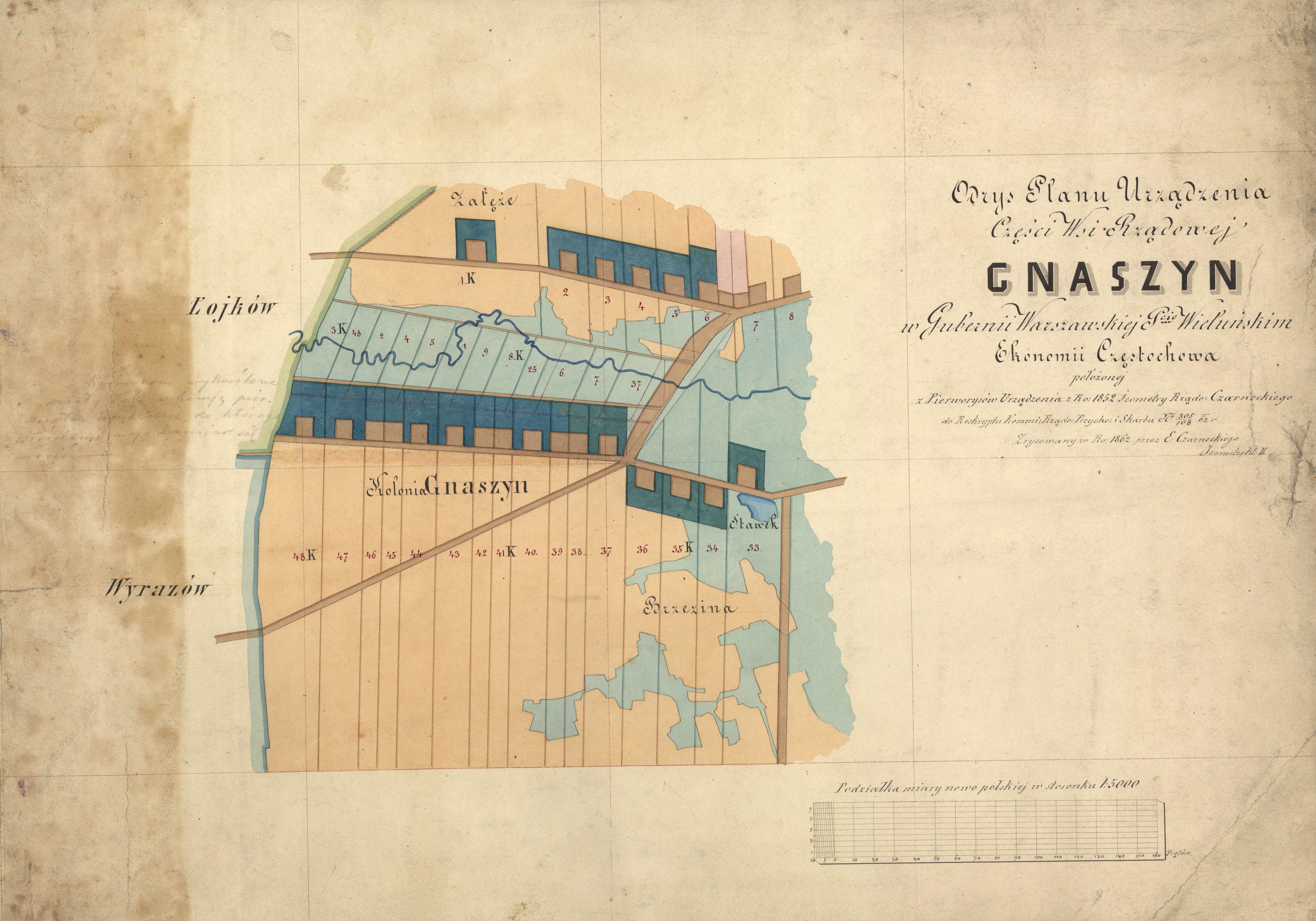
Odrys planu części wsi Gnaszyn, 1852 r.

Już w XV wieku w Gnaszynie istniały kopalnie rudy, kuźnica produkująca żelazo, młyn wodny oraz staw rybny.
W 1545 roku Zygmunt I Stary nadał mistrzowi kuźniczemu Benedyktowi Połciowi, braciom Grzegorzowi, Markowi i Adamowi na Gnaszynie i 19 robotnikom kuźniczym list bezpieczeństwa do Zielonych Świąt (24 V) z powodu gwałtów i ucisku ze strony klasztoru Paulinów z Częstochowy. Przed 1573 rokiem kuźnica została zlikwidowana. W XIX wieku na miejscu kuźnicy założona została wieś Gnaszyn.
W 1813 roku wojska rosyjskie spustoszyły wieś. Według skargi włościan zasiewy (zostały) zupełnie zajeżdżone, wytratowane, ziemniaki wszystkie wytargane, ptactwo wybite, łąki wypasione, mieszkańcy pobici i rozpędzeni.
Słownik geograficzny Królestwa Polskiego (w tomie II z 1881 roku) określa Gnaszyn jako kolonię, gdzie działały kopalnie rud żelaza i młyn wodny. To samo źródło podaje, że w 1827 roku było tam 41 domów i 320 mieszkańców. Od 1867 roku Gnaszyn oraz Kawodrza należały do gminy Grabówka. Od tego samego roku Kawodrza dzieliła się na Kawodrzę Dolną i Górną. W podobny sposób podzielił się również Gnaszyn – w 1933 roku w Gnaszyn Dolny i Gnaszyn Górny zostały wyodrębnione jako osobne gromady.
Od początku XX wieku następował gwałtowny rozwój związany z powstawaniem nowych kopalń rud żelaza, budową w latach 1901–1903 kolei Częstochowa – Herby ze stacją w Gnaszynie. W 1911 Rosjanie budując kolej Herbsko-Kielecką przekuli ją na kolej szerokotorową. W 1918 roku Niemcy przekuli ją ponownie na rozstaw normalny.

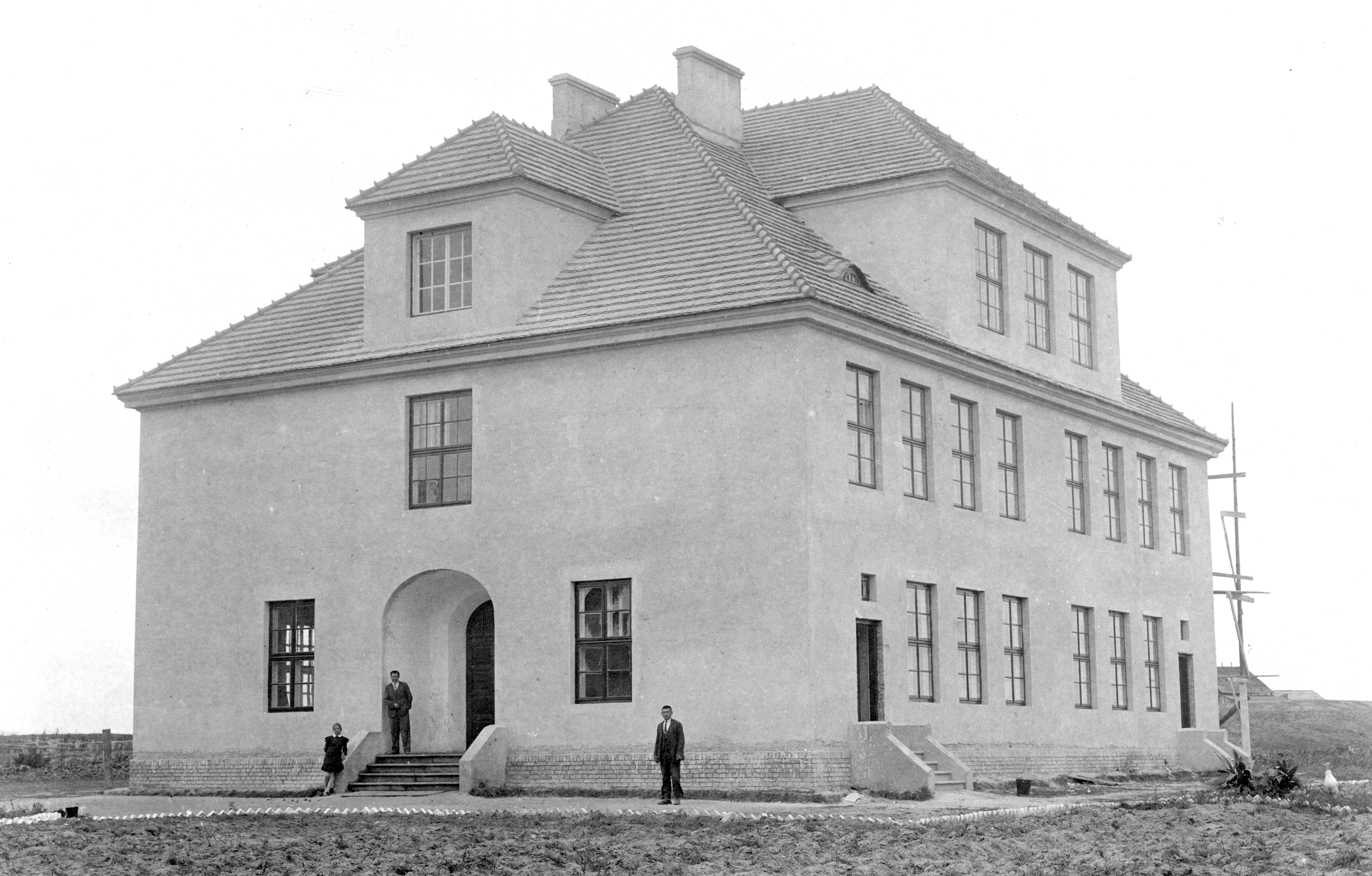
Szkoła Powszechna w 1927 roku

### II wojna światowa
W czasie walk o Częstochowę wieczorem 1 września 1939 roku na głównej pozycji obronnej w Gnaszynie żołnierze 25 Pułku Piechoty zaatakowali z zasadzki niemiecki samochód sztabowy oraz motocykl, a na zabitych oficerach zdobyli mapy. Schwytanego do niewoli podpułkownika odesłano do szpitala polowego, a zdobyte mapy i pojazdy przesłano do sztabu dywizji. Polscy saperzy wysadzili w powietrze mosty kolejowe nad rzekami Stradomką i Gorzelanką.
W związku z walkami kilka domów w Gnaszynie Górnym zostało spalonych. 3 września nad Kawodrzą Dolną, nad ulicą Mała Warszawka, zestrzelony został samolot 22 Eskadry Bombowej 2 Pułku Lotniczego Wojska Polskiego wracający z akcji. Samolot „Karaś” z trzyosobową załogą na pokładzie wracał na lotnisko Kamień koło Radomia. Został zestrzelony przez niemieckie samoloty. Grób dwóch poległych lotników znajduje się na gnaszyńskim cmentarzu, jeden członek załogi ocalał.
Po przejściu frontu na Gnaszyn spadły brutalne represje, będące zemstą za zasadzkę na samochód sztabowy. 4 września 1939 r. Niemcy dokonali łapanki i rozstrzelali osoby wracające do domów z ucieczki na wschód po ataku Niemiec na Polskę. Nazwę miejscowości zmieniono na Gnaschyn. Na początku 1941 r. na rogu obecnych ulic Głównej i Tatrzańskiej w Gnaszynie Dolnym utworzono posterunek straży celnej (Zollamt) na granicy między Generalnym Gubernatorstwem a III Rzeszą. Granica przebiegała wzdłuż ulic Tatrzańskiej i Osady Młyńskiej. Strażnicy graniczni mieszkali w dolnych pomieszczeniach szkoły podstawowej. Gnaszyn Górny i część Gnaszyna Dolnego zostały włączone w granice III Rzeszy. Kawodrza Dolna znalazła się w granice Generalnego Gubernatorstwa.
24 kwietnia 1944 roku w Gnaszynie Górnym Niemcy powiesili 10 zakładników. Około godziny 10 ze stron Blachowni przywieziono 10 mężczyzn i powieszono ich na oczach około 2000 ludzi. Jeden ze skazańców, który był księdzem katolickim, krzyknął „Jeszcze Polska nie zginęła!”, a jeszcze inny mężczyzna powiedział „My tu niewinnie giniemy”. Zwłoki skazańców, kierujący akcją szef powiatowej placówki gestapo Mathias Chriestiansen kazał załadować do samochodu, który odjechał w kierunku Blachowni. W 55. rocznicę tej zbrodni odbyła się uroczystość odsłonięcia miejsca pamięci, którym jest żeliwny krzyż i granitowa tabliczka, znajdujące się na skrzyżowaniu ulic Rzepakowej i Dziesięciu Zakładników.
17 stycznia 1945 r. do Gnaszyna wkroczyły oddziały Armii Czerwonej, które dzień wcześniej zajęły Częstochowę. W walkach zginęło dwóch żołnierzy, którzy zostali pochowani na parafialnym cmentarzu.

### Okres powojenny
W 1953 roku otwarto nową stację kolejową, a w 1965 roku linia kolejowa na odcinku Częstochowa Stradom – Liswarta została zelektryfikowana.
W latach 1952−1954 i 1973–1976 Gnaszyn był siedzibą gminy Gnaszyn Dolny, do której należały również pozostałe części obecnej dzielnicy. W 1977 roku Gnaszyn, Bańbór i Kawodrza zostały włączone do Częstochowy.

## Przemysł
W latach 1911–1912 Marian Sawicki i Zygmunt Markowicz założyli Gnaszyńską Manufakturę (później znaną jako Zakłady Przemysłu Lniarskiego „Wigolen” w Gnaszynie Dolnym). W czasach PRL przy rozbudowanej fabryce powstało kino „Włókniarz”, Klub Zakładowy, stołówka, przedszkole, bloki zakładowe. „Wigolen” miał też własny dom wczasowy w Zakopanem i ośrodek kolonijny w Podzamku.
W 1921 roku została założona Gnaszyńska Fabryka Tapet i Papierów Kolorowych (późniejsze GZWP – Gnaszyńskie Zakłady Wyrobów Papierowych). Przez wiele lat była to jedyna fabryka tapet w Polsce. W 1998 roku zmieniono nazwę na „Tapety Gnaszyn” S.A. Maszyny z fabryki wywieziono do zakładów „Homel” w Homlu na Białorusi. W 2005 roku puste budynki zakładów (o powierzchni 25 000 m²) kupiła firma „Dospel”, producent wentylatorów. Znajduje się tutaj siedziba firmy. Fabryka tapet była bohaterem krótkiego reportażu Polskiej Kroniki Filmowej z 1964 roku. Pokazano w nim przestarzałe maszyny pracujące od początku istnienia fabryki.
Założone w 1922 roku Zakłady Ceramiczne przejęła w 1999 austriacka firma Wienerberger, największy na świecie producent cegieł oraz drugi w Europie producent systemów dachowych. Obok fabryki znajduje się kopalnia odkrywkowa środkowojurajskich iłów. Dominuje w niej fauna morska z typowymi dla batonu skamieniałościami (małży, ślimaków, amonitów i rostrów belemnitów). Glinę zaczęto tu wydobywać w 1906 roku. Złoże zajmuje powierzchnię około 30 ha.
Teren dzielnicy wchodził w obszar Częstochowskiego Okręgu Rudnego, który dostarczał ubogie rudy żelaza na potrzeby Huty Częstochowa. W latach 60 XX wieku działało kilkanaście niewielkich kopalń, w których pracowało około 20 tysięcy osób.
W Gnaszynie znajdował się jeden z czterech szybów kopalni rud żelaza „Franciszek”. Po zamknięciu kopalni, pozostała po niej hałda. Znajdowała się tu również kopalnia rud żelaza „Paweł”, a na terenie Kawodrzy kopalnia rud żelaza „Barbara”. Na Kawodrzy znajdowały się również trzy kopalnie odkrywkowe gliny cegielni: „Kawodrza”, „Anna” i „Zacisze”.

## Oświata
Na terenie Gnaszyn-Kawodrzy znajduje się Miejskie Przedszkole nr 29, Szkoła Podstawowa nr 11 im. Marii Dąbrowskiej, Szkoła Podstawowa nr 46 im. Stefana Żeromskiego i Gimnazjum nr 11 im. Marii Pawlikowskiej-Jasnorzewskiej. Szkoła podstawowa została założona w 1902 roku.

## Parafia rzymskokatolicka
W Gnaszynie znajduje się rzymskokatolicka parafia Przemienienia Pańskiego leżąca w dekanacie Najświętszej Maryi Panny Jasnogórskiej w archidiecezji częstochowskiej. Kościół parafialny wybudowano w latach 1981–1990. Cmentarz parafialny znajduje się na północny wschód od kościoła parafialnego, przy ulicy Zbawiciela.

## Ochotnicza Straż Pożarna
OSP Gnaszyn powstało w 1918 roku z inicjatywy mieszkańców wsi. Sprzęt strażacki stanowiła 200-litrowa beczka na dwukołowym wózku przystosowanym do zaprzęgu konnego, wiadra i łopaty. Pierwszą remizą była szopa Franciszka Glanca, a później pomieszczenie wynajmowane przez Romana Warońskiego. W 1925 roku wybudowano remizę na placu Kazimierza Nosalika. W czasach II wojny światowej budynek został zniszczony. Po wojnie siedziba OSP została odbudowana na placu Józefa Gruszczyńskiego. OSP Gnaszyn działa w KSRG jako jedna z czterech jednostek w Częstochowie.
Na obszarze dzielnicy znajduje się także OSP Kawodrza Dolna. Jest to jednostka typu S-1 działająca poza strukturami KSRG.

## Sport
W dzielnicy działał klub piłkarski Orkan Gnaszyn. W 1949 r. wybudowano boisko sportowe na terenie należącym do Zakładów Przemysłu Lniarskiego nr 5. Występowała na nim drużyna Włókniarskiego Związkowego Klubu Sportowego Gnaszyn. W 1954 roku powstało w Częstochowie Terenowe koło sportowe „Włókniarz”. Wszystkie ośrodki sportowe związane z przemysłem włókienniczym, w tym gnaszyński, podzielono na koła. Najlepsi zawodnicy każdego z kół zasilali branżowy klub Victorię. W latach 1957−1960 drużyna piłkarska występowała w C Klasie, grupie II częstochowskiej (VI poziom rozgrywek piłkarskich) pod nazwą Włókniarz Gnaszyn. W latach 1973–1975 oraz w sezonie 1981/1982 klub występował w częstochowskiej A klasie (V poziom), w latach 1976–1978 i 1982–1987 w klasie okręgowej (IV poziom), w sezonie 1989/1990 w klasie wojewódzkiej (V poziom), a w latach 2001–2007 w A klasie (VI poziom).  

## Ludzie związani z Gnaszynem
- Henryk Jędrusik
- Kalina Jędrusik
- Zygfryd Wolniak